# Дисплазия на тазобедрената става при кучето
Дисплазия на тазобедрената става при кучето (на латински: Dysplasia articulationis coxae; на английски: Canine hip dysplasia, нарича се още Дисплазия на хълбочната става при кучето) е заболяване което се характеризира с различна степен на отпуснатост на тазобедрената става, частична дислокация на същата и тежки артрозни изменения.

## Етиология
Дисплазията на тазобедрената става е диагностицирана за първи път през 1935 г. Оттогава до днес заболяването е констатирано при 82 породи кучета – предимно едри породи. Тя е генетично обусловено заболяване, има полигенен тип на унаследяване и има прогресивен характер. Дисплазията се проявява при нормално родени и израснали кученца. За появата и е необходимо наличие и съчетание на множество гени.
В повечето случаи дисплазията се проявява и при двата крайника (билатерално). Само при около 7% от случаите се засяга само едната става.
В развитието на дисплазията вземат участие и няколко вторични фактора. Това могат да бъдат телесния размер и тегло, телесното развитие и растежния модел. При наличие на генетичен потенциал за развитие на дисплазия съчетано с хранене на кучетата с висококалорични храни, протеинови диети, водещи до бързо натрупване на телесна маса, ускоряват проявата и тежестта на заболяването. Добре балансираната мускулна поддръжка в областта на задницата е необходима за осъществяване на нормалната функция на ставата. Ето защо слабостта на хълбочната мускулатура може да доведе до изменения в развитието на тазобедрената става. Например при немските овчарки, колкото по-голяма е мускулната маса на задните крайници, толкова по-редки са случаите на дисплазия.

## Патогенеза
Един от първите признаци при дисплазията на тазобедрената става при кучетата е отпуснатостта на ставата. Това от своя страна често води до възпалението ѝ, което се съпровожда с болка и куцота. Главата на бедрената кост постепенно се измества в ненормално положение. Възникват сериозни нарушения във формирането на костната тъкан на ацетабуларния ръб, ерозии и фибрилации на ставния хрущял, разтягане на облата връзка, възпалителни промени в синовиалната мембрана, удебеляване на ставната капсула и формиране на костни образувания наречени остеофити. В резултат на тези процеси главата на бедрената кост става плоска, а отсрещната ацетабуларна ямка на таза става плитка.

## Клинични признаци
Клиничните прояви варират от пълна липса на признаци до тежка куцота при други. Породата и индивидуалните особености на темперамента оказват сериозно влияние на степента на дискомфорт, която демонстрират различните индивиди.
Клиничните признаци проявяващи се при това заболяване са следните:
- Куцота
- Клатещо – люшкаща походка
- „Заешки подскоци“ – при това състояние двата задни крайника се движат заедно при тичане.
- Остри епизоди на куцота след упражнение и натоварване
- Сутрешна схванатост
- Нежелание за движение
- Промяна в темперамента
- Атрофия на мускулатурата на задните крайници